# Thelosia mayaca
Thelosia mayaca är en fjärilsart som beskrevs av William Schaus 1939. Thelosia mayaca ingår i släktet Thelosia och familjen Bombycidae. Inga underarter finns listade i Catalogue of Life.